# SLENDERIE ideal
『SLENDERIE ideal』（スレンダリー・アイディアル）は藤井隆のプロデュース・アルバム。2020年10月28日にSLENDERIE RECORDより発売。

## 解説
- 藤井隆が主宰するレーベル「SLENDERIE RECORD」のアーティスト達を招集し、藤井が参加アーティストの楽曲セレクト、トラックメイカーのチョイスからアートワークまで全てのプロデュースを手がけた作品。椿鬼奴、レイザーラモンRGなど元よりSLENDERIE RECORDに所属している者から、かつてSLENDERIE RECORDからミュージカル・カバー・アルバムを発売した俳優の伊礼彼方、さらに新たなメンバーに麒麟の川島明、フットボールアワーの後藤輝基など、幅広いゲストが参加している[1]。
- 麒麟・川島はこのアルバムでテナーサックスに初挑戦しており、その練習の模様を収めた「tenor ch」がSLENDERIE RECORDのYoutubeチャンネルで配信されている[2]。
- 同年11月7日には、東京・サンリオピューロランドにてこのアルバムのレコ発ライブ『SLENDERIE RAYO live ideal』が開催された[3]。

## 収録曲
1. ideal / 冨田謙
作曲：冨田謙
2. where are you / 麒麟・川島明
作詞：神田沙也加 / 作曲：堂島孝平 / 編曲：冨田謙
2020年10月7日に放送されたラジオ番組『アフター6ジャンクション』（TBSラジオ）にて藤井がゲスト出演し、本曲が初解禁された。なお解禁直後、別番組の収録に来ていた川島がスタジオに乱入した。
3. 悲しみSWING / フットボールアワー・後藤輝基
作詞：小林和子 / 作曲：西木栄二 / 編曲：澤部渡（スカート）
本田美奈子の同名曲のカバー。
4. アクアマリンのままでいて / レイザーラモンRG
作詞：売野雅勇 / 作曲：和泉常寛 / 編曲：斉藤伸也（ONIGAWARA）
カルロス・トシキ&オメガトライブの同名曲のカバー。
5. Love's Moment / 椿鬼奴　
作詞：椿鬼奴 / 作曲：堂島孝平 / 編曲：冨田謙
架空アニメ「超空のギンガイアン・スピンオフアニメ OVA『宇宙孤児イブキ』」エンディングテーマ
6. NEO POSITION / 伊礼彼方
作詞・作曲・編曲：ARAKI
7. Dirty Angel / 暗黒天使
作詞：暗黒天使、ニンドリ / 作曲・編曲：ニンドリ
8. T.T.S / とくこ
作詞：とくこ、PARKGOLF / 作曲・編曲：PARKGOLF
9. 若者のすべて / 麒麟・川島明
作詞・作曲：志村正彦 / 編曲：PARKGOLF
フジファブリックの同名曲のカバー。
10. 14時まえにアレー / 藤井隆
作詞：YOU / 作曲・編曲：パソコン音楽クラブ
11. Right Here, Right Now / 早見優
作詞・作曲：GIORGIO MORODER / 編曲：冨田謙
ジョルジオ・モロダーの同名曲のカバー。